# Distretto di Kędzierzyn-Koźle
Il distretto di Kędzierzyn-Koźle (in polacco powiat kędzierzyńsko-kozielski) è un distretto polacco appartenente al voivodato di Opole.

## Geografia antropica

### Suddivisioni amministrative
Il distretto comprende 6 comuni.
- Comuni urbani: Kędzierzyn-Koźle
- Comuni rurali: Bierawa, Cisek, Pawłowiczki, Polska Cerekiew, Reńska Wieś